# 飾東村
飾東村（しきとうむら）は、兵庫県飾磨郡にあった村。現在の姫路市飾東町にあたる。

## 地理
- 山岳：桶居山、浦山
- 河川：天川

## 歴史
- 1954年（昭和29年）8月1日 - 谷外村・谷内村が合併して発足。
- 1958年（昭和33年）1月1日 - 姫路市に編入。同日飾東村廃止。

## 交通

### 道路
現在は旧村域に山陽自動車道・播但連絡道路の山陽姫路東インターチェンジ、山陽自動車道の飾東バスストップが所在するが、当時は未開通。